# 愛するだけでよかったら
『愛するだけでよかったら』（仏: S'il suffisait d'aimer、英: If Love Were Enough）は、セリーヌ・ディオンのフランス語によるアルバム。1998年9月7日発売。ディオンの通算24枚目、フランス語盤では19枚目のアルバム。アメリカ国内では英語訳（If Only Love Could Be Enough）に原題を冠してリリースされた。

## アルバム概要
ヒットアルバム『フレンチ・アルバム』でともに制作を担当したジャン=ジャック・ゴールドマンがこのアルバムの制作にも参加している。まず、ゴールドマンはディオンのために自己流で曲を書き、彼女の以前までのユニークな方法で歌わせた。このアルバムで目立つアレンジは彼女自身の声を単に曲全体で響かせていることである。また「ゾラは微笑む」や「私は歌う」ではバックに多くのゴスペル・コーラスが響いている。
このアルバムはジュノー賞のBest Selling Francophone Albumを受賞した。
その間にもディオンは1998年11月にライブで「大地」を歌い、彼女のLet's Talk About Love Tourのライブツアー中も、積極的にこのアルバムをプロモーションした。そのうちパリのスタッド・ド・フランスで行われた公演ではこのアルバムから5曲が歌われ、その音源はCD『オ・クール・デュ・スタード〜スタジアム・ライヴ〜』に収録された。一部その模様はシングル「別の世界で」のミュージック・ビデオに使用された。
このアルバムからのいくつかの曲は2005年のディオンのベストアルバム『オン・ヌ・シャンジュ・パ』に収録されている。さらにレコーディング時のメイキングビデオはDVD『オ・クール・デュ・スタード〜スタジアム・ライヴ〜』のボーナストラックとして収録されている。
このアルバムは2004年1月に『フレンチ・アルバム』との2枚組CDとして再リリースされ、2006年9月には『フレンチ・アルバム』、『1人の女と4人の男』との3枚組で再々リリースされた。また2007年5月11日にはスイスとフランスでデジパック仕様で再リリースされた。

## 収録曲
表記の無い曲の作詞・作曲はジャン=ジャック・ゴールドマン。
| #   | タイトル                           | 作詞・作曲                | 時間 |
| --- | ---------------------------------- | ------------------------- | ---- |
| 1.  | 「あなたを信じる」                 |                           | 5:05 |
| 2.  | 「ゾラは微笑む」                   | ゴールドマン、J・カプラー | 3:51 |
| 3.  | 「人は変わらない」                 |                           | 4:09 |
| 4.  | 「私は歌う」                       |                           | 4:10 |
| 5.  | 「大地」                           | エリック・ベンジ          | 4:17 |
| 6.  | 「彼の足音を待ちながら」           |                           | 4:07 |
| 7.  | 「蝶」                             | ベンジ                    | 4:01 |
| 8.  | 「自然に身をまかせて」             |                           | 4:27 |
| 9.  | 「別の世界で」                     |                           | 4:38 |
| 10. | 「同じ船の上」                     |                           | 4:25 |
| 11. | 「すべてのブルースはあなたのため」 |                           | 4:48 |
| 12. | 「愛するだけでよかったら」         |                           | 3:35 |

## チャート・認定
| チャート                                      | 最高位 |
| --------------------------------------------- | ------ |
| オーストリア・アルバムチャート                | 3      |
| ベルギー フランデレン地域圏・アルバムチャート | 2      |
| ベルギー ワロン地域圏・アルバムチャート       | 1      |
| カナダ・アルバムチャート                      | 1      |
| カナダRPMアルバムチャート                     | 1      |
| チェコ共和国・アルバムチャート                | 17     |
| デンマーク・アルバムチャート                  | 30     |
| オランダ・アルバムチャート                    | 4      |
| ヨーロッパ・アルバムチャート                  | 1      |
| フィンランド・アルバムチャート                | 12     |
| フランス・アルバムチャート                    | 1      |
| ドイツ・アルバムチャート                      | 11     |
| ギリシャ・アルバムチャート                    | 1      |
| ハンガリー・アルバムチャート                  | 15     |
| イタリア・アルバムチャート                    | 33     |
| 日本・アルバムチャート                        | 37     |
| ポーランド・アルバムチャート                  | 1      |
| ポルトガル・アルバムチャート                  | 15     |
| スロバキア・アルバムチャート                  | 28     |
| 韓国・アルバムチャート                        | 23     |
| スウェーデン・アルバムチャート                | 23     |
| スイス・アルバムチャート                      | 1      |
| 台湾・アルバムチャート                        | 7      |
| 全英アルバムチャート                          | 17     |

| 国           | 認定1        |
| ------------ | ------------ |
| オーストリア | ゴールド     |
| ベルギー     | プラチナ     |
| カナダ       | 4xプラチナ   |
| ヨーロッパ   | 2xプラチナ   |
| フランス     | ダイヤモンド |
| オランダ     | ゴールド     |
| ポーランド   | ゴールド     |
| ポルトガル   | シルバー     |
| スイス       | 2xプラチナ   |
| イギリス     | ゴールド     |

1 多くの認定は旧基準によるもので、当時の認定基準は現在よりも高いものが多い

### シングル
| 年     | 名称                       | チャート | チャート | チャート | 認定                          |
| 年     | 名称                       | FR       | BE (WA)  | CH       | 認定                          |
| ------ | -------------------------- | -------- | -------- | -------- | ----------------------------- |
| 1998年 | 「ゾラは微笑む」           | 20       | 12       | 25       | - BE: ゴールド - FR: シルバー |
| 1998年 | 「愛するだけでよかったら」 | 4        | 6        | —        | - BE: ゴールド - FR: ゴールド |
| 1999年 | 「人は変わらない」         | 17       | 16       | —        |                               |
| 1999年 | 「彼の足音を待ちながら」A  | —        | —        | —        |                               |
| 1999年 | 「あなたを信じる」A        | —        | —        | —        |                               |

A ラジオシングルのみ

## 賞
| 年     | 賞         | 内容                                                    |
| ------ | ---------- | ------------------------------------------------------- |
| 1999年 | ジュノー賞 | Best Selling Francophone Album – S'il suffisait d'aimer |

## 発売日
| 地域       | 日付           | レーベル                         | 規格 | 品番      |
| ---------- | -------------- | -------------------------------- | ---- | --------- |
| ヨーロッパ | 1998年9月7日   | ソニー・ミュージック、コロムビア | CD   | 4918592   |
| カナダ     | 1998年9月8日   | ソニー・ミュージック、コロムビア | CD   | 80339     |
| アメリカ   | 1998年10月13日 | エピック                         | CD   | 86400     |
| 日本       | 1999年1月21日  | ソニー・ミュージック、エピック   | CD   | ESCA 7425 |